# Heliophanus berlandi
Heliophanus berlandi là một loài nhện trong họ Salticidae.
Loài này thuộc chi Heliophanus. Heliophanus berlandi được George Newbold Lawrence miêu tả năm 1937.